# Protestantse kerk (Spa)
De Protestantse kerk is een kerkgebouw in de gemeente Spa in de Belgische provincie Luik. De kerk staat aan de Rue Brixhe ten noorden van het centrum van de stad.

## Geschiedenis
Spa kreeg door de jaren vele bezoekers, waaronder ook protestanten. Er ontstond een protestantse gemeente die toen op zoek moest naar een plek waar men de religie kon beoefenen. Deze plek veranderde regelmatig tot ze een eigen kerkgebouw kregen.
In 1876 kwam het kerkgebouw gereed.
In 2014 werd het kerkgebouw gerenoveerd.

## Opbouw
De in neogotische stijl in rode baksteen opgetrokken niet-georiënteerde kerk bestaat uit een portaal aan de oostzijde van het kerkgebouw met erachter een kerkgebouw met vier traveeën. Het dak van de vier traveeën steekt elk als steekkap in het zadeldak van de kerk. De kerk heeft ruimte voor 200 bezoekers. Achter het gebouw bevindt zich de pastorie.